# Калининский (Кущёвский район)
Калининский — хутор в Кущёвском районе Краснодарского края.
Входит в состав Краснополянского сельского поселения.

## География
Расположен в северной части Приазово-Кубанской равнины.

### Улицы
- ул. Кубанская,
- ул. Южная.

## Население
| 2002 | 2010 |
| ---- | ---- |
| 109  | ↘83  |